# Уэст, Инок
И́нок Джеймс Уэ́ст (англ. Enoch James West; 31 марта 1886, Хакналл-Торкард, Англия — сентябрь 1965) — английский футболист, центрфорвард, наиболее известный по своим выступлениям за английские клубы «Ноттингем Форест» и «Манчестер Юнайтед».

## Клубная карьера

### «Ноттингем Форест»
Инок Уэст родился 31 марта 1886 года в Хакналл-Торкарде, Ноттингемшир. Он работал шахтёром и играл в местных футбольных командах, когда в 1903 году его подписал клуб Первого дивизиона «Шеффилд Юнайтед». Несмотря на то, что Уэст оставался игроком «клинков» на протяжении двух сезонов, ему так и не удалось дебютировать за основную команду. В июне 1905 года он был продан всего лишь за 5 фунтов в «Ноттингем Форест», выступавшем на тот момент во Втором дивизионе Футбольной лиги.
В новом клубе Уэст добился заметного успеха. Отлично взаимодействуя на поле со своим партнёром, легендарным нападающим «лесников» Гренвиллом Моррисом, он в первом же сезоне забил в ворота соперников 14 мячей. Столько же голов на его счету было и в следующем сезоне, когда «Ноттингем» вышел из Второго дивизиона в Первый.
В сезоне 1907/08 Уэст продолжал забивать голы, в частности, он забил 4 мяча в ноябрьском матче «Саутгемптону», а также хет-трики в ворота «Челси» и «Блэкберн Роверс». По окончании сезона Уэст стал лучшим бомбардиром Первого дивизиона с 27 голами в 35 матчах. Однако, несмотря на личные успехи нападающего, его клуб показывал не слишком выдающиеся результаты, занимая в двух последующих сезонах лишь 14-е место в таблице.
Всего за «лесников» Уэст провёл 184 матча, в которых забил более 100 голов. Он является одним из шести игроков в истории «Ноттингем Форест», которым удалось достичь этой отметки.

### «Манчестер Юнайтед»
В июне 1910 года Уэст перешёл в «Манчестер Юнайтед», заменив в нападении покинувшего клуб Джимми Тернбулла. Сформировал в нападении эффективную связку с Сэнди Тернбуллом. В свой первый сезон в клубе забил 19 голов в 35 матчах чемпионата и помог своей команде выиграть чемпионат.
Всего провёл за «Юнайтед» 181 матч и забил 80 голов.

### Футбольный скандал
В 1915 году Инок Уэст был признан виновным в участии в договорном матче наряду с одноклубниками по «Манчестер Юнайтед» Сэнди Тернбуллом, Артуром Уолли, а также с игроками «Ливерпуля» Джеки Шелдоном, Томом Миллером, Бобом Перселлом и Томасом Фейрфолом. Все участники сговора были пожизненно дисквалифицированы от футбола.
Уэст категорически протестовал против своей дисквалификации, заявив о своей невиновности, и даже подал иск о клевете. Однако он дважды проиграл в суде, после чего играл в Ирландии под вымышленным именем, был раскрыт и вновь дисквалифицирован.
Дисквалификацию Уэсту сняли лишь в 1945 году, когда ему было 59 лет. При этом до самой своей смерти в сентябре 1965 года Инок Уэст настаивал на своей невиновности.
Много лет спустя Грэм Шарп выпустил книгу Free The Manchester United One, в которой попытался оправдать Уэста и доказать, что он был дисквалифицирован необоснованно и в сговоре не участвовал.

## Достижения
Командные достижения
Ноттингем Форест
- Чемпион Второго дивизиона: 1906/07

Манчестер Юнайтед
- Чемпион Первого дивизиона: 1910/11

Личные достижения
- Лучший бомбардир Первого дивизиона: 1907/08
- Лучший бомбардир «Ноттингем Форест» в сезоне (2): 1907/08, 1908/09
- Лучший бомбардир «Манчестер Юнайтед» в сезоне (3): 1910/11, 1911/12, 1912/13

## Статистика выступлений
| Клуб              | Сезон            | Лига | Лига | Кубок Англии | Кубок Англии | Итого | Итого |
| Клуб              | Сезон            | Игры | Голы | Игры         | Голы         | Игры  | Голы  |
| ----------------- | ---------------- | ---- | ---- | ------------ | ------------ | ----- | ----- |
| Ноттингем Форест  | 1905/06          | 35   | 14   | 4            | 3            | 39    | 17    |
| Ноттингем Форест  | 1906/07          | 33   | 14   | 2            | 0            | 35    | 14    |
| Ноттингем Форест  | 1907/08          | 35   | 28   | 1            | 0            | 36    | 28    |
| Ноттингем Форест  | 1908/09          | 34   | 22   | 4            | 3            | 38    | 25    |
| Ноттингем Форест  | 1909/10          | 32   | 17   | 4            | 2            | 36    | 19    |
| Ноттингем Форест  | Итого            | 169  | 95   | 15           | 8            | 184   | 103   |
| Манчестер Юнайтед | 1910/11          | 35   | 19   | 3            | 1            | 38    | 20    |
| Манчестер Юнайтед | 1911/12          | 32   | 17   | 6            | 6            | 38    | 23    |
| Манчестер Юнайтед | 1912/13          | 36   | 21   | 4            | 1            | 40    | 22    |
| Манчестер Юнайтед | 1913/14          | 30   | 6    | 1            | 0            | 31    | 6     |
| Манчестер Юнайтед | 1914/15          | 33   | 9    | 1            | 0            | 34    | 9     |
| Манчестер Юнайтед | Итого            | 166  | 72   | 15           | 8            | 181   | 80    |
| Всего за карьеру  | Всего за карьеру | 335  | 167  | 30           | 16           | 365   | 183   |